# Truppo Trotto
Truppo Trotto var en dansk trio, der spillede middelaldermusik. Gruppen bestod af Como Breuning, Marie Havndrup og Morten "Musicus" Pedersen. Gruppen eksisterede fra 1996-2005, men har siden været samlet ved enkelte lejligheder.

## Historie
Gruppen blev dannet i 1996. De spillede på forskellige middelaldermarkeder, hvor de spillede forskellige melodier fra middelalderen og danske folkemelodier. De var blandt de første i Danmark der optrådte med musik fra middelalderen.
I 1999 udgav de deres første studiealbum kaldet Livets Lyst. Blandt sangene er en dansk udgave af den franske folkemelodi "J'ai vu le loup" fra omkring 1350. På dansk fik den titlen "Jeg så en Ulv". I 2003 udkom deres andet album, Månemælk, der bl.a. indeholdt sangen "Læg Din Maw", som senere blev solgt til et tysk forlag. Her kom sangen, som den eneste ikke-tyske nummer, med på en middelalderdance CD. Livets Lyst blev også genudgivet dette år.
Gruppen stoppede med at spille sammen i 2005. Siden har dog været samlet nogle enkelte gange for at spille til særlige begivenheder, hvilket bl.a. er sket på Middelaldercentret ved Nykøbing Falster, ved et gøglertræf på Hesbjerg og til en ridderturnering i Eutin, Tyskland.
Havndrup og "Musicus" Pedersen fortsatte som en duo kaldet Trotto. Truppo Trotto har også optrådt med en anden middelaldermusikgruppe kaldet Virelai under navnet Vitro.

## Medlemmer
- Como Breuning - Davul, dabuka, tamburin, skalmeje, fløjte
- Marie Havndrup - Sang, fedel, tromme, fløjte
- Morten "Musicus" Pedersen - Sang, sækkepibe, mandocello, skalmeje, fløjte, tromme, hakkebræt

## Diskografi
- 1999 Livets Lyst
- 2003 Månemælk